# Mercado de productores

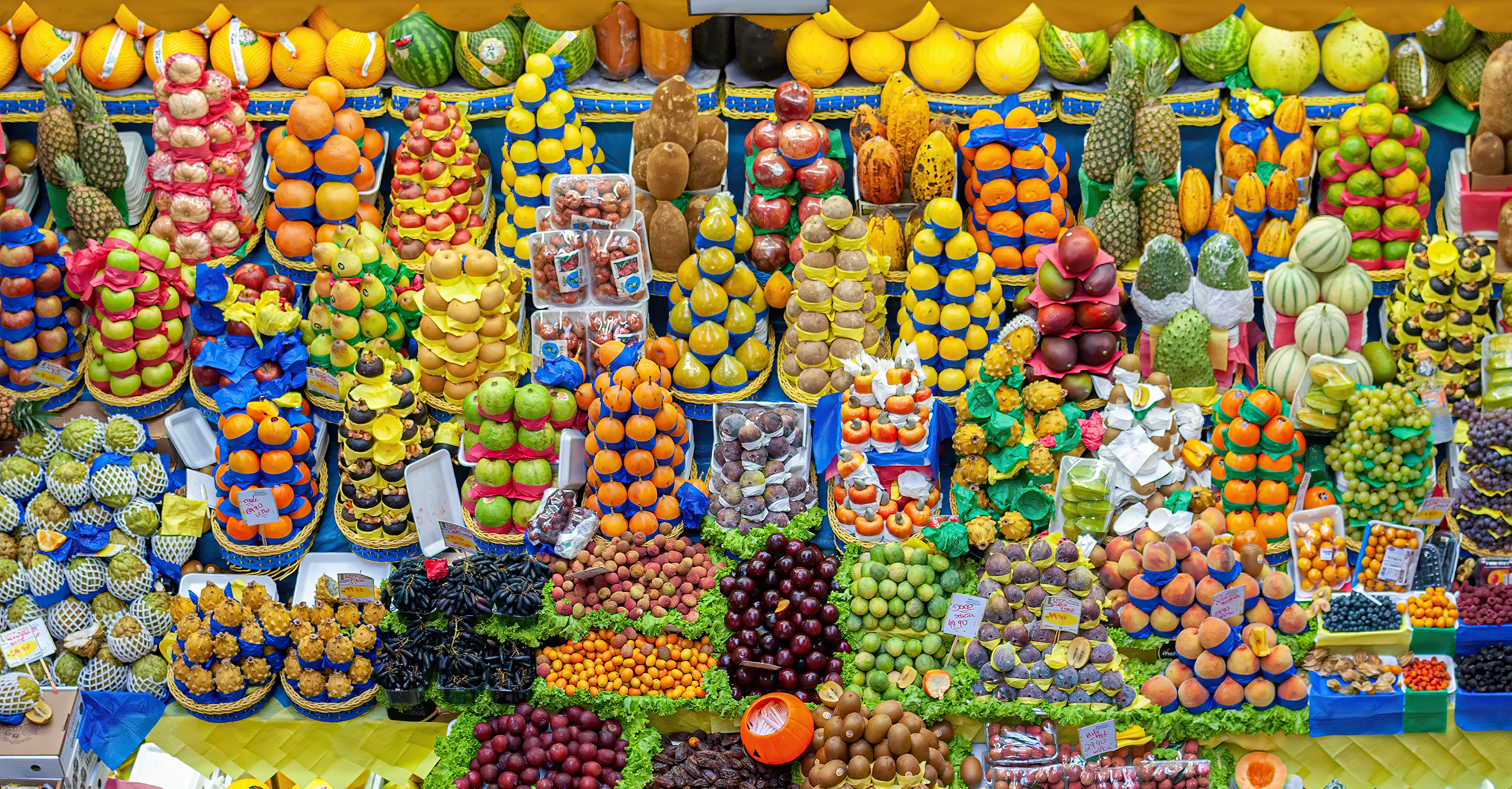
Mercado Municipal de São Paulo.

Un mercado de productores, mercado de agricultores, mercado agrícola, mercado campesino, mercado verde o feria libre es un mercado normalmente al aire libre en espacios públicos, donde los agricultores y ganaderos venden directamente al público. Es una parte esencial, en muchos casos, de los circuitos de comercialización cortos, la producción de variedades locales y el consumo de productos locales, con sus consecuencias positivas para la sostenibilidad.
Estos mercados se conocen por aportar comida local y muy fresca, ya que sus producciones no suelen pasar por cámaras frigoríficas ya que se recolecta en el día, lo que se venderá en la jornada.
Los mercados verdes permiten a los productores escoger productos del campo en su mejor momento de sabor y calidad, preservando su contenido nutricional y frescura y al no realizar viajes largos hasta la mesa del consumidor, se ahorra gran cantidad de combustible fósil, lo que genera menos contaminación.
Aunque no se debe confundir producción local con agricultura ecológica, en estos mercados se suele producir naturalmente el género que se vende, reduciendo al menos en gran medida la industrialización en la producción agrícola. Así, es fácil encontrar carne producida en pastos de ganadería extensiva, quesos artesanales, huevos de especies autóctonas de aves y formas de producción que son patrimonio histórico.

## Consecuencias sobre la sociedad
El hecho de conservar los terrenos dedicados a la agricultura/ganadería menos industrializada ayudan en gran medida, a conservar el suelo y evitar la contaminación del agua. Según la American Farmland Trust, la sostenibilidad de esta forma de producción redunda en una mejora del hábitat para la vida silvestre autóctona; Más aún, los mercados verdes, ayudan manteniendo la cohesión social en el medio rural, evitando la despoblación y uniendo las poblaciones rurales con las urbanas, conceptos muy debilitados con la entrada de la industrialización y la producción masiva en la agricultura.

## Cultura tradicional
Estos mercados son la forma tradicional de venta de productos agrícolas y manufacturados. Un mercado semanal es algo extremadamente común en la plaza de cualquier pequeña localidad a lo largo y ancho de la tierra, sin diferenciar culturas o niveles económicos diversos.
Una buena forma para un viajero de aprender sobre cultura local es acercarse a uno de estos mercados diarios, especialmente cuando coinciden con una festividad local, como la de San Isidro Labrador o la de San Antonio, en muchos municipios de Sudamérica.
En Francia y otros países europeos, existen mercados callejeros y lugares cubiertos donde los productores pueden vender directamente sus productos. Algunos de ellos están apareciendo en internet, como el portal Your Local Farmers
Algunos de estos mercados incluyen una gestión del producto muy avanzada en cuanto a precio, calidad y selección del vendedor. En otros casos, este criterio está totalmente relajado e incluso los productores venden productos suyos y de otros productores que tienen relación con ellos.